# Йохан III фон Райфершайд
Йохан III фон Райфершайд (на немски: Johann III von Reifferscheid; * пр. 1293; † между 7 юни 1315 и 13 януари 1317) е господар на Райфершайд и Бедбург.

## Произход
Той е син на Йохан II фон Райфершайд „Стари“ († сл. 13 януари 1317), господар на Райфершайд и Бедбург, 1272 г. жител на Кьолн, майор на Кьолн, и съпругата му Кунигунда фон Вирнебург († 1328), дъщеря на граф Рупрехт II фон Вирнебург († 1308) и Кунигунда ван Куик; или дъщеря на граф Хайнрих I фон Вирнебург († сл. 1298) и Понцета фон Оберщайн († 1311). Внук е на Йохан I фон Райфершайд-Бедбург († ок. 1254) и Юта фон Изенбург-Кемпених. Правнук е на Фридрих I фон Райфершайд-Бедбург († сл. 1250) и дъщерята на граф Хайнрих I фон Цвайбрюкен († 1228). Праправнук е на Герхард фон Райфершайд († сл. 1198) и Беатрикс фон Хуншайд. Брат е на Хайнрих фон Райфершайд-Бедбург († 1330/1341), каноник в Бон, господар на Бедбург, и на Йохан, господар на Гарздорф.
Майка му Кунигунда фон Вирнебург се омъжва втори път ок. 1314 г. за Йохан III ван Аркел († 1324). Така той е полубрат на Йохан IV фон Аркел († 1378), епископ на Утрехт и Лиеж.

## Фамилия
Йохан III фон Райфершайд се жени пр. 1293 г. за Рикарда фон Долен Салм (* ок. 1290; † сл. 1330), единствена дъщеря на граф Вилхелм III фон Салм († 1296/1297) и Катерина де Пруви; или за Рикардис фон Марк († сл. 6 март 1330), дъщеря на граф Еберхард I фон Марк († 1308) и втората му съпруга Мария фон Лоон, или от първата му съпруга Ирмингардис фон Лимбург († 1294). Те имат децата: Те имат децата:
- Йохан IV фон Райфершайд (* пр. 1317; † 1365/1366/сл. 11 октомври 1385), господар на Райфершайд, маршал на Вестфалия, женен 1330 г. или на 18 март 1324 г. за Мехтилд/Матилда фон Рандерат († сл. 1365/1377)
- Йохана († сл. 1344), омъжена пр. 22 януари 1343 г. за Конрад III фон дер Шлайден († 1345)
- Елизабет († сл. 1342), омъжена за I. Фридрих фон Даун, II. за Конрад фон Керпен († сл. 1343)
- Ирмезинд/Ермезида († сл. 1348), омъжена на 17 януари 1348 г. за Йохан II фон Викрат-Билщайн († сл. 1368), син на Дитрих II фон Билщайн († 1335) и графиня Катарина фон Арнсберг († 1362)
- Рикарда († сл. 1336), абатиса на „Св. Квирин“ в Нойс